# Charles Gras
Charles Gras est un homme politique français né le 4 octobre 1850 à Montpellier (Hérault) et décédé le 20 mars 1927 à Montpellier.
D'abord journaliste ce militant républicain s'installe après 1870 comme artiste lithographe à Paris, et devient l'un des vulgarisateurs de l'impression en couleur à bon marché. Adjoint au maire du 5e arrondissement de Paris, il est conseiller municipal de Paris en 1896 et député de la Seine de 1898 à 1902, inscrit au groupe socialiste. 

## Sources
- « Charles Gras », dans le Dictionnaire des parlementaires français (1889-1940), sous la direction de Jean Jolly, PUF, 1960 [détail de l’édition]